# No Shoes (band)
No Shoes er et tidligere dansk band, der har udfoldet sig vidt inden for de musikalske genre, men har hovedsæde inden for pop, rock og blues.
Bandet bestod af Nils-Ole Poulin som forsanger og guitarist, David Poulin som trommeslager, Rune Friis som bassist og Tom Bøll som guitarist.
Bandet er til tider blevet akkompagneret af den legendariske[kilde mangler] bassist Calvin "Fuzzy" Samuel, der tidligere har spillet med kunstnere / bands såsom, Crosby, Stills, Nash & Young, Stephen Stills og Jimi Hendrix.

## Diskografi
- Live at "Listed Harbour" for TV2 Bornholm (2004) EP
- No Shoes (2007) CD
- Live In Concert (2009) DVD
- The Play That Never Was (2011) CD